# Guldskovranke
Guldskovranke (Clematis tangutica), også skrevet Guld-Skovranke, er en slyngplante med en svag vækst og tynde skud. Blomsterne har hver fire guldgule blosterblade. Arten bruges som prydplante på espalier og faste hegn.

## Kendetegn
Guldskovranke er en busk med en klatrende vækst (slyngplante). Skuddene er tynde og furede. Bladene er modsat stillede og enkelt eller dobbelt fjersnitdelte med aflangt ægformede til lancetformede småblade, der har en tandet bladrand. Begge bladsider er hårløse og lysegrønne. Blomstringen foregår i juni-juli med en svagere efterblomstring i september-oktober. De nikkende blomster sidder 1-3 sammen på lange stilke, som udgår fra bladhjørnerne og skudspidserne. De enkelte blomster har fire guldgule blosterblade. Støvdragerne omdannes til lange frøhaler, der tilsammen danner et sølvskinnede hoved. Frøene er nødder.
Rodsystemet består af tykke hovedrødder med et svagt forgrenet sæt af tynde siderødder. Planten er giftig.
Guldskovranke når en højde på 5 m og en bredde (pr. hovedgren) på ca. 0,5 m.

## Hjemsted
Guldskovranke hører hjemme i skove, buskadser og græsområder samt langs floder og mindre vandløb i Mongoliet og det vestlige og mellemste Kina. Her klatrer den op gennem buske og træer. På tørre, grusede voksesteder bliver planten til en lille, opret busk. På bjerget Wa Shan i provinsen Sichuan, findes der i højder over 1.800 m nogle lyse blandingsskove med Abies faberi (en art af ædelgran) som det dominerende træ. Her vokser arten sammen med bl.a. almindelig kvalkved (subsp. calvescens), bjergskovranke, blåbælg, dværgkvalkved, Enkianthus deflexus (en art af pagodebusk), etagekornel, Euonymous sanguineus (en art af benved), havehortensia, himalayabirk, kamæleonbusk, kinesisk lind, kinesisk prydæble, kinesisk styrax, klatrebrombær, klatrehortensia, komarovsyren, koreakornel (subsp. chinensis), lancetbladet berberis (var. lanceifolia), moupinepil, nikkende skovranke, omeirose, pernykristtorn, Primula incisa (en art af kodriver), Pterocarya macroptera var delavayi (en art og underart af vingevalnød), Quercus serrata (en art af eg), Rhododendron argyrophyllum, Rhododendron calophytum, Rhododendron discolor, Rhododendron nitidulum, Rhododendron pingianum (arter af rododendron), rubladet hortensia, sargentrøn, småbladet berberis, sort gedeblad, tyrkisk løn (subsp. sinicum), udspærret dværgmispel, vorteberberis og Tsuga yunnanensis (en art af hemlock)

## Galleri
|  |  |  |  |

## Note
1. ↑  efloras.com: Flora of China (engelsk)
2. ↑  Chris Callaghan: Wa Shan – Emei Shan, a further comparison Arkiveret 8. august 2016 hos  Wayback Machine – en sammenligning mellem påstået fundne arter på Emei Shan og dem, man finder på Wa Shan (engelsk)